# Mahmoud Guinia

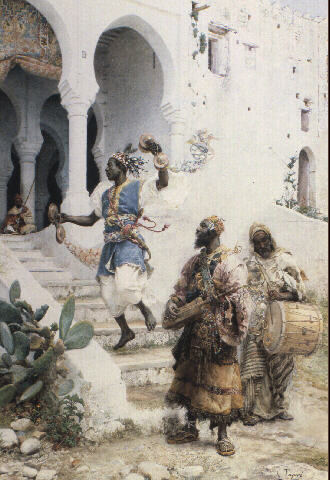
Musiciens Gnawa (années 1890).

El Mâalem Mahmoud Guinia, de son nom Mahmoud Guinia ou (Guinea), né en 1951 à Essaouira (Maroc) et mort le 2 août 2015, est un musicien marocain Gnaoui (au pluriel Gnaouas).

## Biographie
Guinia est née en 1951 dans la ville d'Essaouira sur la côte atlantique. Il est le deuxième fils du maître de la musique gnawa, Maâllem Boubker Guinia (1927-2000) et de la célèbre voyante et "moqaddema" A'isha Qabral. Ses frères Mokhtar Guinia et Abdellah Guinia sont aussi des gnawa Maâllems, et leur sœur Zaida est une autre moqqaddema. Mahmoud Guinia est marié à une femme de Marrakech, avec qui il a deux fils et une fille. Sa famille paternelle et maternelle est originaire du Mali actuel. Ils étaient employés comme soldats dans l'armée du sultan. Ils sont considérés comme les principaux représentants du style d'Essaouira, le style Saouiri. Guinia est décédée des suites d'une longue maladie le 2 août 2015.

## Discographie
- Maleem Mahmoud Ghania feat. Pharoah Sanders The Trance of Seven Colors, Axiom (1994)
- Peter Brötzmann, Maleem Mahmoud Ghania & Hamid Drake The Wels Concert (Okka) (1997)[2]
- Mahmoud Gania, Gnawa Essaouira (1999)
- Maalem Mahoud Guinia avec Tata Guine, musiciens Indonesiens et Victor Vidal Paz, Shaman of the Sahara (2001)
- Maalem Mahmoud Guinia / Floating Points / James Holden, Marhaba (2015).